# Włodowice
Włodowice é um município no sul da Polônia, localizado na voivodia da Silésia, no condado de Zawiercie. É a sede da comuna urbano-rural de Włodowice. Apesar de fazer parte administrativamente da voivodia da Silésia desde 1999, Włodowice faz parte do planalto Cracóvia-Częstochowa, que pertence à Pequena Polônia, portanto, o município também faz parte da Pequena Polônia.
O município estende-se por uma área de 23,48 km², com 1 124 habitantes, segundo o censo de 31 de dezembro de 2022, com uma densidade populacional de 47,9 hab./km².
Włodowice obteve os direitos de cidade em 1386, perdeu-os em 31 de maio de 1870 e os recuperou em 1 de janeiro de 2023. Nos anos de 1867–1954 e a partir de 1973, foi a sede da comuna de Włodowice, enquanto nos anos de 1954–1972 foi a sede da gromada de Włodowice.

## Toponímia
A primeira menção à vila data de 1220, num documento do bispo de Cracóvia, Iwo Odrowąż, no qual é mencionada como Wlodowycze. Posteriormente, documentos também registraram: Wlodowici (1250), Wlodowicze (1470–1480).
O nome da aldeia é um nome patronímico derivado do nome pessoal Włod, que por sua vez foi formado a partir de nomes compostos como Włodzimir, Włodzisław.

## História
Em um documento emitido em 1220 pelo bispo de Cracóvia, Iwo Odrowąż, Włodowice é mencionada como uma das aldeias ducais que davam o dízimo ao mosteiro dos Cônegos Regulares em Mstów. Ainda no século XIII, o vilarejo — e especialmente a igreja de madeira local — foi destruído como resultado das invasões tártaras. A igreja foi reconstruída em 1305. Em 1327, houve uma mudança de propriedade do patrimônio. O rei Władysław Łokietek assumiu o controle de Włodowice e Parkoszowice em troca da entrega dos vilarejos de Komorniki, Morsko e Skarżyce ao mosteiro de Mstów naquela época. Em 1386, Włodowice e Parkoszowice passaram a pertencer à família Włodek do brasão de armas Sulima. Włodowice provavelmente já tinha direitos municipais naquela época, mas a data exata de sua concessão não é conhecida. Esse fato deve ser datado — assim como a fundação da paróquia local — do reinado do rei Casimiro, o Grande. Depois de 1373, a paróquia de Włodowice, que pertencia à forania de Lelów, já está registrada em fontes escritas.
Em 1523, a propriedade de Włodowice foi adquirida pela família Boner. Em 1571, eles converteram a igreja local em uma congregação ariana. O templo foi restaurado para a Igreja Católica em 1594, depois que a propriedade de Włodowice foi assumida por Mikołaj Firlej, voivoda de Cracóvia. Em 1629, foi consagrada uma nova igreja de madeira dedicada a São Bartolomeu, destruída durante o Dilúvio sueco. Uma nova igreja de tijolos foi construída em 1703.
Como resultado das disposições do Congresso de Viena, Włodowice foi anexada à Polônia do Congresso em 1815, como parte do Império Russo (partição russa).
Em 1870, como resultado das repressões após a Revolta de Janeiro, Włodowice perdeu seus direitos municipais.
No período entre guerras (1918–1939), Włodowice fazia parte da voivodia de Kielce.
Já no início de setembro de 1939. Włodowice foi ocupada pelo exército alemão, que deu início à ocupação alemã. Os judeus locais foram deslocados para a cidade vizinha de Myszków, onde foi construído um gueto. Em fevereiro de 1941, todos os judeus de Myszków foram deslocados para o gueto de Żarki. Depois, em outubro de 1942, eles foram deportados para o campo de extermínio nazista alemão de Treblinka, onde morreram nas câmaras de gás.
A ocupação alemã terminou em janeiro de 1945 com a entrada do Exército Vermelho. No entanto, isso não contribuiu para a liberdade — o exército soviético realizou vários saques, estupros e perseguições aos poloneses.
Włodowice fica na área de mineração de Częstochowa. Havia uma mina de minério de ferro “Jan-Włodowice” perto do vilarejo. Entre 1945 e 1950, ela fazia parte da mina do distrito de Borek. Em 1950, o gerente da mina era Władysław Girek.
De 1975 a 1998, o vilarejo pertencia administrativamente à voivodia de Częstochowa.

## Recuperação dos direitos de cidade (2023)
Em 16 de junho de 2021, o Conselho da Comuna de Włodowice adotou uma resolução sobre consultas aos residentes sobre a restauração dos direitos de cidade de Włodowice, perdidos pelo decreto do czar de 1869. O prefeito da comuna ordenou consultas de 15 de setembro a 15 de novembro de 2021. Dos 5 139 moradores do condado com direito a voto, participaram das consultas 1 402 pessoas, ou seja, 27,28% dos eleitores aptos, dos quais 1 380 votos foram válidos. 1 258 votos foram expressos a favor da concessão do estatuto de cidade a Włodowice (91,15% dos votos válidos), 76 pessoas foram contra (5,51%) e 46 pessoas (3,33%) se abstiveram. Em Włodowice, das 1 170 pessoas habilitadas a participar das consultas, 355 pessoas participaram (participação de 30,34%), das quais 3 votos foram inválidos. Duzentas e noventa e nove pessoas foram a favor da concessão do estatuto de cidade (84,94% dos votos válidos), 34 pessoas foram contra (9,66%) e 19 se abstiveram de votar (5,4%). Em 1 de janeiro de 2023, o estatuto de cidade foi restaurado.

## Palácio em Włodowice
Em Włodowice existem as ruínas de um palácio construído nos anos 1669–1681 pelo castelão de Cracóvia, Stanisław Warszycki. Embora tenha sido reconstruído várias vezes, não perdeu seu caráter original do barroco polonês. Anteriormente, uma mansão de madeira da família Firlej ficava neste local, incendiada durante o dilúvio sueco. Em 26 de julho de 1683, durante uma expedição a Viena, o rei João III Sobieski se hospedou no palácio. No século XVIII, o palácio pertenceu à família Męciński, que mudou o design interior, dando-lhe um aspecto classicista. Em 12 de março de 1734, o rei Augusto III da Saxônia passou a noite aqui. No século XIX, o palácio passou para as mãos da família Poleski. O conde Michał Poraj Poleski, participante da Revolta de Janeiro, estabeleceu aqui uma faculdade de agronomia com um laboratório de química e física, uma extensa biblioteca e uma coleção de minerais e espécimes da flora jurássica. Muito provavelmente, na virada dos séculos XIX e XX, foi realizada uma reconstrução, que deu ao palácio feições neogóticas. Graças a essas atividades, a cidade ficou conhecida como a Atenas de Olkusz, tornando-se um centro de conhecimento e cultura para acadêmicos da Polônia e do exterior. Como resultado dos incêndios do século XX e muitos anos de abandono, o palácio está em ruínas.
O palácio e as dependências estavam no registro de monumentos imóveis desde 1967, mas foram excluídos dele em 10 de setembro de 1989 e 10 de fevereiro de 2010, respectivamente. A partir de então, apenas os restos do parque do palácio (registro n.º A/1255/23) foram listados no registro de monumentos históricos. As ruínas do palácio foram reinscritas no registro de monumentos imóveis por uma decisão de 31 de agosto de 2023. (nr rej. A/1254/23)